# Serie B (basquetebol masculino)
A Serie B, conhecida por razões de patrocínio como Serie B Old Wild West, é a terceira liga de basquetebol masculino em importância na Itália e a segunda dos escalões amadores. Constitui a terceira divisão da Pirâmide do Basquetebol Italiano, abaixo das primeiras divisões Serie A e Serie A2, acima da quarta divisão Serie C (Regional), com a promoção/despromoção ocorrendo entre estas ligas.
Ele é gerida pela Lega Nazionale Pallacanestro (LNP), regulamentada pela FIP, a federação italiana.

## Histórico
A liga foi fundada em 1937 como Serie B e servia como a segunda divisão logo abaixo a Serie A e assim permaneceu até o término da temporada 1954-55. Entre 1955 e 1965, com a mesma denominação, porém relegada ao 3º nível. Voltando a figurar como segunda estância entre 1965 e 1974.

### Nomes da competição
- 1937-1955 Serie B (2º nível)
- 1955-1965 Serie B (3º nível)
- 1965-1974 Serie B (2º nível)
- 1974-1986 Serie B (3º nível)
- 1986-2008 Serie B d'Eccellenza (3º nível)
- 2008-2011 Serie A Dilettanti (3º nível)
- 2011-2013 Divisione Nazionale A (3º nível)
- 2013-2014 DNA Silver (3º nível)
- 2014-atual Serie B (3º nível)

### Clubes promovidos
| - 1937-38 Parioli Roma, Pirelli Milano - 1938-39 Giordana Genova, e GUF Milano - 1939-40 G.U.F. Livorno e G.U.F. Napoli - 1940-41 GUF Roma e CRDA Monfalcone - 1941-42 Ilva Trieste, G.U.F. Palermo - 1942-43 G.U.F. Firenze, G.U.F. Gorizia e Crem La Spezzia - 1947-48 Gira Bologna, Borletti Milano - 1948-49 Polizia Civile Trieste, Lega Trieste; Edera Trieste e Lega Monfalcone (desistiram) - 1949-50 Robur Ravenna, Stamura Ancona, Assi Viareggio, CSI Pesaro - 1950-51 Pallacanestro Gallaratese; OARE Bologna - 1951-52 U.G. Goriziana, AP Napoli - 1952-53 Pallacanestro Pavia e CRAL Junghans Venezia - 1953-54 Milenka Cantù, Stella Azzurra Roma - 1954-55 Cama Livorno e Moto Morini Bologna - 1955-56 Tosi Legnano, Stamura Ancona, Ex Alunni Massimo Roma, Libertas Taranto - 1956-57 Ginnastica Goriziana, Petrarca Padova, Lazio Pallacanestro, Libertas Brindisi - 1957-58 Libertas Biella, CUS Firenze, D'Alessandro Teramo, Giuliana Roma - 1958-59 CRDM La Spezia; Permaflex Pistoia;Sant'Agostino Bologna; Polisportiva Messina; CUS Genova; Pirelli Milano; Amatori Carrara; Safog Gorizia; CUS Modena; Folgore Treviso; Mens Sana Siena; Atletica Montecatini;Esperia Cagliari; Affrico Firenze; Folgore Nocera; Juventus Caserta; Grifone Catania - 1959-60 Virtus Imola; Oberdan Vigevano; Pasta Combattenti Cremona; MDA Roma; Vis Nova Roma; Libertas Benevento | - 1960-61 Libertas Valenza; All'Onestà Milano; Reyer Venezia; La Torre Reggio Emilia; U.S. Campli; S.Roberto Roma; Cestistica Foggia; Amatori Ricciardi Taranto; Cestistica Palermitana; Fiera Milano; Portuali Livorno; Fiamma Salerno - 1961-62 Fulgor Omegna, Dopolavoro Montedison Marghera, Pegna Olimpia Firenze - 1962-63 Portuale Livorno, Rosmini Trapani, Pallacanestro Catanzaro, Banco Ambrosiano, Virtus Friuli Udine, Libertas Forlì, Libertas Pesaro - 1963-64 Nutralgum Casale Monferrato, Pratolimpia Firenze, Libertas Maddaloni, Virtus Ragusa. - 1964-65 Pro Patria San Pellegrino Milano e Italsider Genova - 1965-66 Unione Ginnastica Goriziana, Libertas Livorno - 1966-67 Becchi Forlì e Ignis Sud Napoli - 1967-68 Snaidero Udine e Stella Azzurra Roma - 1968-69 Splugen Brau Gorizia, Brill Cagliari - 1969-70 Libertas Biella, Libertas Livorno - 1970-71 Gorena Padova, Icarsan Roma - 1971-72 CUS Cagliari, Peg Sesto San Giovanni - 1972-73 Sapori Siena, Brina Rieti - 1973-74 Scatto IBP Roma, Duco Mestre - 1974-75 Juve Caserta e Patriarca Gorizia - 1975-76 Fernet Tonic Bologna, Olimpia Firenze - 1976-77 Pintinox Brescia, Mecap Vigevano - 1977-78 Juve Caserta, Banco Roma, Rodrigo Chieti, Sarila Rimini, Postalmobili Pordenone, Superga Alessandria | - 1978-79 Liberti Treviso, Fabriano Basket - 1979-80 Pallacanestro Brindisi, Leone Mare Livorno - 1980-81 Libertas Livorno, Napoli Basket - 1981-82 SAV Bergamo; Malaguti Ferrara; Cantine Riunite Reggio Emilia; Italcable Perugia; Basket Roseto; Kennedy Firenze - 1982-83 Vicenzi Verona, Viola Reggio Calabria - 1983-84 Cida Porto San Giorgio, Master Valentino Roma, Saradini Cremona. - 1984-85 Liberti Firenze, Vigorelli Pavia e Italelektra Desio - 1985-86 Corona Cremona, Facar Pescara, Citrosil Verona - 1986-87 Panapesca Montecatini, Maltinti Pistoia - 1987-88 Citrosil Verona, Teorema Arese - 1988-89 Stefanel Trieste, Numera Sassari - 1989-90 Ticino Siena, Vini Racine Trapani - 1990-91 Marr Rimini, Ipercoop Ferrara - 1991-92 Vini Marsala, Burghy Modena - 1992-93 Virtus Vicenza e Elledi Padova - 1993-94 Ciemme Gorizia, Basket Cervia - 1994-95 Andrea Costa Imola - 1995-96 Gara Livorno; Serapide Pozzuoli - 1996-97 Partenope Napoli Basket;SICC Jesi; Pasta Baronia Avellino - 1997-98 Tecnoarredo Roseto;Popolare Ragusa; ING Biella | - 1998-99 Pallacanestro Vicenza e Seme D'arancia Barcellona - 1999-00 Franciacatene Castelmaggiore, Ovito Scafati - 2000-01 Centro Sportivo Borgomanero, Celana Basket Bergamo, Upea Capo d' Orlando, Premiata Calzatura Montegranaro, Sinteco Ferrara e Sacil Hlb Pavia - 2001-02 Sanic Teramo, Garofoli Osimo - 2002-03 RB Montecatini Terme, Banco di Sardegna Sassari - 2003-04 Premiata Calzature Montegranaro, Univer Vernici Castelletto Ticino, Tris Rieti - 2004-05 Junior Libertas Pallacanestro, Univer Castelletto Ticino - 2005-06 VL Pesaro, Vanoli Cremona - 2006-07 Pistoia Basket, Veroli Basket - 2007-08 Reyer Venezia Mestre, Basket Brindisi - 2008-09 MiroRadici Finance Vigevano, Latina Basket - 2009-10 Sigma Barcellona, Fortitudo Pallacanestro - 2010-11 Centrale del Latte Brescia, Shinelco Trapani - 2011-12 FMC Ferentino, Bitumcolor Trento, Pallacanestro Trieste - 2012-13 Manital Torino - 2013-14 Fortitudo Agrigento, Pallacanestro Mantovana, Unione Cestistica Casalpusterlengo - 2014-15 NPC Rieti, Fortitudo Pallacanestro Bologna 103 e Mens Sana Siena - 2015-16 Eurobasket Roma, Amici Pallacanestro Udinese e Pallacanestro Forlì 2015 - 2016-17 Poderosa Montegranaro, Pallacanestro Orzinuovi, Cuore Napoli Basket - 2017-18 Bakery Piacenza, BPC Virtus Cassino, Baltur Cento - 2018-19 Super Flavor Milano, Agribertocchi Orzinuovi, Unibasket Amatori Pescara |

## Equipes temporada 2017-18
Grupo A
| - Robur et Fides Varese - Sangiorgese Basket - Urania Basket Milano - Omnia Basket Pavia - Olimpo Basket Alba - PMS Basketball Moncalieri - Valsesia Basket Borgosesia - Fulgor Omegna - Oleggio Magic - Libertas Livorno - Fiorentina Basket - USE Basket Empoli - Etrusca Basket San Miniato - Basket Cecina - Sporting Club 1949 Montecatini Terme - Basket golfo Piombino | Grupo B - Basket Rimini Crabs - Basket Lugo - Tigers Forlì - Green Basket Palermo - Pallacanestro Piacentina - BMR Basket Reggio Emilia - Pallacanestro Aurora Desio - Basket Lecco - Pallacanestro Crema - Raggisolaris Faenza - Pallacanestro Vicenza - Bernareggio 99 - Benedetto XIV Cento - Virtus Basket Padova - Pallacanestro Alto Sebino - Nuova Pallacanestro Olginate | Grupo C - Basket Teramo 2015 - Pallacanestro Senigallia - Campli Basket - Basket Recanati - We're basket Ortona - Amatori Pallacanestro Pescara - Udas Cerignola - Nuova Pallacanestro Nardò - Cestistica San Severo - Janus Basket Fabriano - Virtus Basket Civitanova - Olimpia Matera - Val di Ceppo Perugia Basket - Giulianova Basket 85 - Lions Basket Bisceglie - Porto Sant'Elpidio Basket | Grupo D - Virtus Cassino - Pallacanestro Palestrina - Luiss Roma - Stella Azzurra Roma - Tiber Roma - Basket Scauri - Virtus Valmontone - Virtus Arechi Salerno - Polisportiva Battipagliese - Dynamic Venafro - Isernia Basket - Basket Barcellona - Pol. Costa d'Orlando - Basket Patti - Planet Basket Catanzaro - Pirates Accademia Basket |

fonte:legapallacanestro.com